# Powiat Kozienicki
Der Powiat Kozienicki ist ein Powiat (Kreis) in der Woiwodschaft Masowien in Polen. Der Powiat hat eine Fläche von nahezu 917 km², auf der etwa 61.100 Einwohner leben. Die Bevölkerungsdichte beträgt 68 Einwohner auf 1 km² (2010).

## Gemeinden
Der Powiat umfasst sieben Gemeinden, davon drei Stadt-und-Land-Gemeinden und vier Landgemeinden.

### Stadt-und-Land-Gemeinde
- Głowaczów
- Kozienice
- Magnuszew

### Landgemeinden
- Garbatka-Letnisko
- Gniewoszów
- Grabów nad Pilicą
- Sieciechów